# Olympique Lyonnais 1986-1987
Questa voce raccoglie le informazioni riguardanti l'Olympique Lyonnais nelle competizioni ufficiali della stagione 1986-1987.

## Maglie e sponsor
Lo sponsor tecnico per la stagione 1986-1987 è Duarig, mentre lo sponsor ufficiale è Carrefour. Viene riproposta la divisa interamente rossa, con delle strisce bianche e blu sulle spalle.
| Manica sinistra · Maglietta · Maglietta · Manica destra · Pantaloncini · Calzettoni |

## Rosa
| N. |                       | Ruolo | Calciatore         |
| -- | --------------------- | ----- | ------------------ |
|    | Francia (bandiera)    | P     | Christophe Breton  |
|    | Jugoslavia (bandiera) | P     | Slobodan Topalović |
|    | Francia (bandiera)    | D     | Yannick Baejot     |
|    | Francia (bandiera)    | D     | Alexandre Bès      |
|    | Francia (bandiera)    | D     | Pascal Fugier      |
|    | Francia (bandiera)    | D     | Hervé Goursait     |
|    | Francia (bandiera)    | D     | Éric Guichard      |
|    | Francia (bandiera)    | D     | Pascal Havet       |
|    | Camerun (bandiera)    | D     | Jean-Jacques Nono  |
|    | Francia (bandiera)    | D     | Claude Robin       |
|    | Francia (bandiera)    | C     | Franck Durix       |
|    | Francia (bandiera)    | C     | André Ferri        |
|    | Francia (bandiera)    | C     | Laurent Fournier   |

| N. |                              | Ruolo | Calciatore           |
| -- | ---------------------------- | ----- | -------------------- |
|    | Francia (bandiera)           | C     | Joël Fréchet         |
|    | Francia (bandiera)           | C     | Rémi Garde           |
|    | Francia (bandiera)           | C     | Daniel Gauge         |
|    | Francia (bandiera)           | C     | Bruno Génésio        |
|    | Francia (bandiera)           | A     | Farid Benstiti       |
|    | Francia (bandiera)           | A     | Gilles Constantinian |
|    | Congo-Brazzaville (bandiera) | A     | Jean-Jacques N'Domba |
|    | Francia (bandiera)           | A     | Jean-Pierre Orts     |
|    | Francia (bandiera)           | A     | Franck Priou         |
|    | Germania Ovest (bandiera)    | A     | Thomas Remark        |
|    | Zaire (bandiera)             | A     | Pombolo Sadi Wa      |
|    | Francia (bandiera)           | A     | Laurent Sevchenko    |

## Risultati

### Division 2

#### Play-off
| Lione 30 maggio 1987 Play-off - Qualificazioni                                                        | Olympique Lione | 4 – 3 referto               | Mulhouse | Stade de Gerland (17 337 spett.) |
| \| \| \| \| \| Durix 12’ Baejot 42’ Orts 51’ Priou 76’ \| Marcatori \| 43’, 65’ Kurbos 47’ Bouafia \| |                 |                             |          |                                  |
| |                 |                             |          |                                  |
| Durix 12’ Baejot 42’ Orts 51’ Priou 76’                                                               | Marcatori       | 43’, 65’ Kurbos 47’ Bouafia |          |                                  |

| Cannes 2 giugno 1987 Playoff - Semifinale (andata) | Cannes    | 1 – 0 referto | Olympique Lione | Stadio Pierre de Coubertin (9 000 spett.) |
| \| \| \| \| \| Primorac 39’ \| Marcatori \| \|     |           |               |                 |                                           |
|                                                    |           |               |                 |                                           |
| Primorac 39’                                       | Marcatori |               |                 |                                           |

| Lione 5 giugno 1987 Playoff - Semifinale (ritorno)   | Olympique Lione | 1 – 1 referto | Cannes | Stade de Gerland (24 122 spett.) |
| \| \| \| \| \| Priou 33’ \| Marcatori \| 56’ Emon \| |                 |               |        |                                  |
|                                                      |                 |               |        |                                  |
| Priou 33’                                            | Marcatori       | 56’ Emon      |        |                                  |